# Hyperchirioides
Hyperchirioides é um gênero de mariposa pertencente à família Saturniidae.

## Espécies
- Hyperchirioides agomensis
- Hyperchirioides angulata
- Hyperchirioides bistricta
- Hyperchirioides guineensis
- Hyperchirioides intermedia
- Hyperchirioides istsariensis
- Hyperchirioides menieri
- Hyperchirioides micropteryx
- Hyperchirioides nilotica
- Hyperchirioides prosti
- Hyperchirioides rhodesiensis
- Hyperchirioides smilax